# Pteropus vetulus
Pteropus vetulus is een vleermuis uit het geslacht Pteropus die voorkomt op het eiland Nieuw-Caledonië. De soort is nu de meest voorkomende vleerhond op Nieuw-Caledonië, maar oudere gegevens geven aan dat de Tongavleerhond en Pteropus ornatus vroeger mogelijk meer voorkwamen.
P. vetulus lijkt wel wat op de apenkopvleermuizen (Pteralopex) van de Salomonseilanden, maar is daar niet nauw aan verwant. Deze gelijkenis komt mogelijk voort uit convergente evolutie doordat apenkopvleermuizen en P. vetulus een overeenkomstige levenswijze hebben.
P. vetulus is een kleine, donker gekleurde vleerhond met een dichte vacht. De korte oren steken nauwelijks boven de vacht uit. De bek is kort en op de kiezen zitten scherpe knobbels. De kop-romplengte bedraagt 122,5 tot 142,5 mm, de voorarmlengte 92,3 tot 112,1 mm, de tibialengte 38,0 tot 54,7 mm, de oorlengte 13,0 tot 15,7 mm en het gewicht 120 tot 220 g.
Pteropus admiralitatum · Pteropus aldabrensis · Pteropus alecto · Pteropus anetianus · Pteropus aruensis · Pteropus brunneus · Pteropus caniceps · Halstervleerhond (Pteropus capistratus) · Pteropus chrysoproctus · Pteropus cognatus · Pteropus conspicillatus · Pteropus dasymallus · Pteropus faunulus · Pteropus fundatus · Vliegende vos (Pteropus giganteus) · Pteropus gilliardorum · Pteropus griseus · Pteropus howensis · Pteropus hypomelanus · Chuukvleerhond (Pteropus insularis) · Pteropus intermedius · Pteropus keyensis · Comorenvleerhond (Pteropus livingstonii) · Pteropus lombocensis · Pteropus loochoensis · Lyles vleerhond (Pteropus lylei) · Pteropus macrotis · Pteropus mahaganus · Pteropus mariannus · Pteropus melanopogon · Pteropus melanotus · Pohnpeivleerhond (Pteropus molossinus) · Pteropus neohibernicus · Zwarte vleerhond (Pteropus niger) · Pteropus nitendiensis · Pteropus ocularis · Pteropus ornatus · Pteropus pelewensis · Pteropus personatus · Pteropus pilosus · Pteropus pohlei · Grijskopvleerhond (Pteropus poliocephalus) · Boninvleerhond (Pteropus pselaphon) · Pteropus pumilus · Pteropus rayneri · Pteropus rennelli · Rodriguesvleerhond (Pteropus rodricensis) · Rode vleerhond (Pteropus rufus) · Pteropus samoensis · Pteropus scapulatus · Pteropus seychellensis · Pteropus speciosus · Pteropus subniger · Pteropus temminckii · Pteropus tokudae · Tongavleerhond (Pteropus tonganus) · Pteropus tuberculatus · Pteropus ualanus · Kalong (Pteropus vampyrus) · Pteropus vetulus · Pembavleerhond (Pteropus voeltzkowi) · Pteropus woodfordi · Pteropus yapensis